# Tonbahn Sachsenhausen
|                                                                                      |                     |                         |                         |
| Streckenlänge:                                                                       | 8 km                |                         |                         |
| Spurweite:                                                                           | 900 mm (Schmalspur) |                         |                         |
|                                                                                      |                     |                         |                         |
| \| \| \| Tongrube Zehlendorf \| \| \| \| Bäke \| \| \| \| Klinkerwerk Oranienburg \| |                     |                         |                         |
| Betriebs-/Güterbahnhof Streckenanfang (Strecke außer Betrieb)                        |                     | Tongrube Zehlendorf     | Tongrube Zehlendorf     |
| Brücke über Wasserlauf (Strecke außer Betrieb)                                       |                     | Bäke                    | Bäke                    |
| Betriebs-/Güterbahnhof Streckenende (Strecke außer Betrieb)                          |                     | Klinkerwerk Oranienburg | Klinkerwerk Oranienburg |

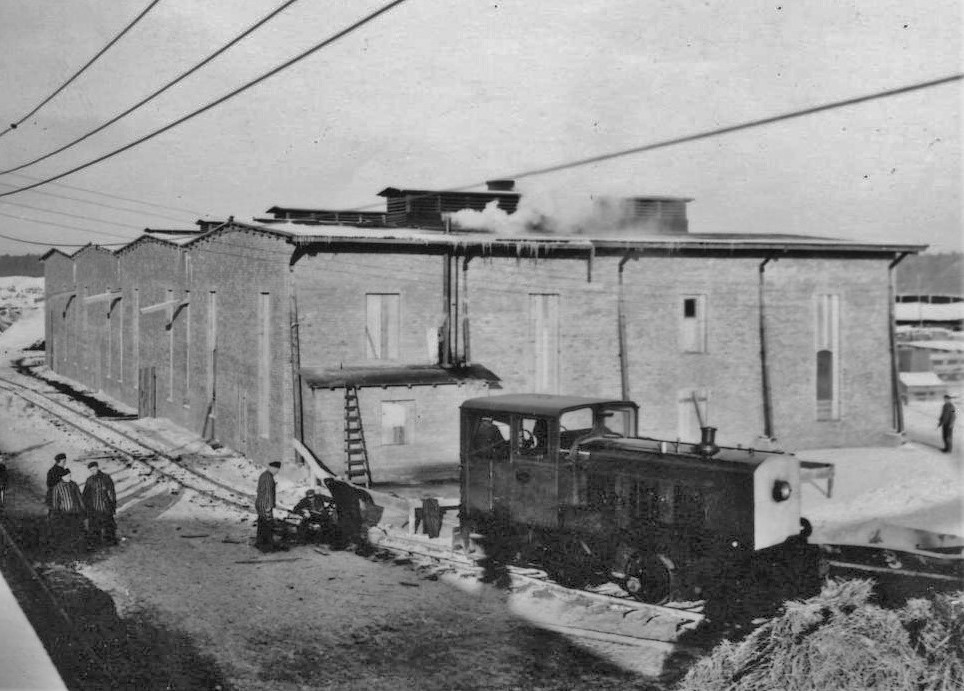
Deutz-Diesellokomotive im Außenlager Klinkerwerk des KZ Sachsenhausen, um 1942

Die Tonbahn Sachsenhausen war eine in Brandenburg gelegene Feldbahn mit einer Spurweite von 900 mm. Sie verband als Teil des KZ Sachsenhausen das Klinkerwerk Oranienburg mit der Tongrube Zehlendorf.

## Geschichte
Die Bahn wurde ab 1939 von Zwangsarbeitern aus dem KZ Sachsenhausen errichtet. Nach der Inbetriebnahme 1941 legten die Häftlinge die 8 km lange Strecke zur Tongrube mit der Bahn in offenen Wagen zurück.
Die Bahn mit allen Anlagen wurde 1945 abgebaut und als Reparationen in die Sowjetunion geliefert.
Ein Bahnsteig blieb teilweise erhalten. Die Trassenführung blieb in weiten Teilen im Gelände noch erkennbar.

## Fahrzeuge
Für die Tonbahn wurden zunächst mit Schweröl betriebene Diesellokomotiven eingesetzt. Ab Oktober/November 1941 wurde mindestens eine Dampflokomotive eingesetzt, die jedoch aufgrund des Zeitverlustes durch häufige Wasser- und Kohleaufnahme sowie geringere Tontransporte Nachteile mit sich brachte.
| Hersteller         | Fabriknummer | Baujahr | Lieferdatum | Typ      | Leistung   | Gewicht |
| ------------------ | ------------ | ------- | ----------- | -------- | ---------- | ------- |
| Orenstein_&_Koppel | 21080        | 1938    | 22.12.1938  | 6D       | ca. 140 PS |         |
| Deutz              | 26054        | 1939    | 19.06.1939  | A6M220 F | 165 PS     | 19 t    |
| Deutz              | 26055        | 1939    | 09.08.1939  | A6M220 F | 165 PS     | 19 t    |
| Dampflok           |              |         | 1941        |          |            |         |